# Fortuna (cantant)
Fortuna, nom artístic de Fortunée Joyce Safdié (Sao Paulo, 1958), és una cantant, compositora i actriu sefardí brasilera que canta principalment en hebreu i en ladino.

## Biografia
Fortuna nasqué a Sao Paulo en el si d'una família sefardita. Des de petita cresqué envoltada de la música, la dansa i el teatre. L'any 1980, quan començava a ser coneguda com a cantant, escrigué unes cançons en col·laboració amb el poeta brasiler també jueu Paulo Leminski, però el moment que canvià definitivament la seva carrera musical per esdevenir una artista jueva fou quan va fer un viatge a Israel, l'any 1991. Allà va escoltar unes cançons en ladino i aleshores decidí fer un gir a la seva carrera musical i oferir des del 1992 un espectacle on es barreja música, dansa i una mica de teatre per recrear la riquesa cultural de la comunitat sefardita. A més, Fortuna es va posar a investigar i localitzar cançons antigues que pràcticament havien caigut en l'oblit, i les ha anat gravant en discos, que s'han distribuit per Argentina, Espanya, Israel i els Estats Units d'Amèrica. Els seus recitals s'han vist, a més de moltes ciutats del Brasil, a París, a Nova York (i també a la seu de les Nacions Unides), a Miami, a Amsterdam, a La Haia, a Anvers, a Évora, a Buenos Aires, a Santiago de Xile, a Caracas i a la celebració dels 3000 anys de la fundació de Jerusalem.
Ha rebut diversos premis al Brasil per les seves contribucions musicals i també teatrals.